# Закон України «Про ліцензування певних видів господарської діяльності»
Закон України «Про ліцензува́ння пе́вних ви́дів господа́рської дія́льності» — ухвалений 1 червня 2000.
Цей закон визначає:
- види господарської діяльності, що підлягають ліцензуванню,
- порядок їх ліцензування,
- встановлює державний контроль у сфері ліцензування, відповідальність суб'єктів господарювання та органів ліцензування за порушення законодавства у сфері ліцензування.

Замінений Законом «Про ліцензування видів господарської діяльності» і втратив чинність з 28 червня 2015 року.